# 三禮館
三禮館是乾隆元年（1736年）設置的纂修機構，參修人數達百餘人，至乾隆十九年，編成《三禮義疏》。 
乾隆元年（1736年）六月詔開三禮館，以為“《禮記》一書，尚未修纂。又《儀禮》、《周禮》二經，學者以無關科舉，多未寓目。”隨著清廷異族統治秩序的漸趨穩固，加強禮制建設成為迫切之舉，至七月九日，始任命鄂尔泰、张廷玉、朱轼、甘汝来等為三礼馆总裁，一时重臣、名儒，如诸锦、惠士奇、杭世骏、蔡德晋、吴廷华、姜兆锡等，均赞纂修之职参，李紱即由博学鸿词科跻身三礼馆副总裁，发凡起例和搜集《三礼》文献，另一位副总裁方苞曾就《三礼书目》徵询李绂意见，李绂則建议辑抄《永乐大典》。
三禮館最早的工作是从《永乐大典》中录出有关于《三礼》者，此举亦开四库全书馆辑录《永乐大典》之先河。后汪由敦、尹继善、陈大受、彭维新、李清植、任启运等又补副总裁。杭世骏於乾隆元年（1736年）中博学鸿词科之后，入三礼馆纂修《礼记义疏》，用功颇多，《学记》、《乐记》、《丧大纪》、《玉藻》等篇，即出其手，至乾隆八年（1743年）杭因考选御史上书直言触怒高宗被斥罢。全祖望与杭世骏同年考取博学鸿词科，次年却力辞方苞邀请他入三礼馆而回乡，但他又推薦另一位禮學大家吳廷華入館。乾隆十三年（1748年）《三礼义疏》最后成书。乾隆十九年（1754年），《三禮義疏》定本刊刻，包括《周官义疏》48卷、《仪礼义疏》48卷、《礼记义疏》92卷，前後歷時19年，堪稱一時盛舉。《三礼义疏》刊成后，高宗赐国子监，并颁发各直省学政，令士子研习。
清初朝廷為籠絡中原士子，大開文治之門，除三禮館之外，還創辦所謂的实录馆、明史馆、会典馆、三通館、一統志館等。这些馆都以大学士任监修总裁官，学士分别兼副总裁和总纂、纂修等职。誊录官則由各館內從生員中自行挑選，或由官员举荐。開館期間，館内費用全部公出，並有饭食银两则出自总裁、副总裁公费。清高宗大规模纂修《三礼义疏》，開啟清朝禮學振興之風，不少修繕人員在離開三禮館後，仍繼續鑽研三禮，例如杭世骏在館期間於《礼记义疏》的修纂用功颇多，在离开“三礼馆”后更倾心于《礼记》一经的搜讨和编纂，晚年撰成《续礼记集说》一百卷。又如王士让撰有《仪礼紃解》、官献瑶撰有《读周官》、诸锦撰有《夏小正诂》等都是離館後的私人續作。
惠棟之父惠士奇於乾隆元年（1736年）赴京纂修《三禮義疏》。然其學問不被方苞看重，在三禮館未盡所學，貢獻無多，四年後乃告歸。三禮館學風深刻表現在惠士奇與方苞學術風貌不同。方苞與三禮館同仁多不協，於學術討論，往往流於意氣之爭。乾隆五年（1740年），漢學健將江永應同郡程恂之邀游京师，方苞頗自負，不服江永的学问，曾當面遭到江氏的嘲笑。從三禮館到四庫館的學風轉變，可以淸楚看到從清初到中葉過程中，乾嘉漢學的興起。